# さんぶの森元気館
さんぶの森元気館（さんぶのもりげんきかん）は千葉県山武市美杉野二丁目にある、山武市の温水プール施設。

## 概要
2005年に山武町により「健康づくり支援センターと老人福祉センターの機能を併せ持つ施設」として設置された。
合併により、山武市となった今も「子どもから高齢者までのすべての市民の健康づくり」を目標に株式会社コナミスポーツクラブが運営・管理している。
本施設は、全施設が屋内にあり、温水プールだけでなく、温泉や多目的室等も有す総合的な健康施設である。健康増進のため、高齢者や親子などを対象に様々なプログラムを催している。

## 沿革
- 2005年（平成17年）3月3日 - 落成。
- 2005年（平成17年）3月25日 - さんぶの森元気館オープン。

## 設備
- 25mプール
- こどもプール
- 健康増進プール
- トレーニングルーム
- 温泉施設
- サウナ
- 大・小広間、多目的室、教養娯楽室
- リラクゼーションルーム
- キッズルーム（乳幼児室）
- カフェテリア

## 利用時間

### 開館日
- 平日 午前9時 - 午後10時まで
- 日曜、祝祭日 午前10時 - 午後8時まで

### 閉館日
- 休館日は毎週金曜日(ただし祝祭日の場合は開館)
- 年末年始(12月29日 - 1月3日)
- 整理休館日(10日間ほど)

## 交通機関

### 鉄道
- JR東日本総武本線日向駅から山武市基幹バスで約10分。

### 自家用車
- 千葉東金道路山武成東インターチェンジから10分。

※無料駐車場 98台(身体障害者用3台分含む) 第2駐車場約109台

## 周辺の施設
- さんぶの森公園
- さんぶの森図書館
- さんぶの森中央体育館
- さんぶの森交流センターあららぎ館（山武出張所併設）
- さんぶの森ふれあい公園
- ランドロームフードマーケット
- 千葉県森林研究センター